# 早乙女わかば
早乙女 わかば（さおとめ わかば、5月30日 - ）は、日本の女優。元宝塚歌劇団月組・星組の娘役スター。
兵庫県神戸市、県立宝塚北高等学校出身。身長162cm。血液型A型。愛称は「わかば」。
所属事務所はニチエンプロダクション。

## 来歴
2006年、宝塚音楽学校入学。
2008年、音楽学校卒業後、宝塚歌劇団に94期生として入団。入団時の成績は24番。月組公演「ME AND MY GIRL」で初舞台。その後、星組に配属。
目を引く美貌で早くから注目を集め、2010年の「ハプスブルクの宝剣」で新人公演初ヒロイン。入団2年目での抜擢となった。その後も4度に渡って新人公演ヒロインを務める。
2011年の「ランスロット」でバウホール公演初ヒロイン。
2012年の「ジャン・ルイ・ファージョン」（バウホール・日本青年館公演）で、東上公演初ヒロイン。マリー・アントワネット役を演じる。
2014年5月18日付で月組へと組替え。同年の「THE KINGDOM」（日本青年館・ドラマシティ公演）で、海乃美月と東上公演ダブルヒロイン。
2015年の「Bandito」（バウホール・日本青年館公演）で、2度目の東上公演単独ヒロイン。続く日本初演となる「1789」で、トップスター龍真咲の相手役にダブルキャストで抜擢。
2018年5月6日、「カンパニー／BADDY」東京公演千秋楽をもって、宝塚歌劇団を退団。
退団後の2021年に、自身のSNSで結婚したことを報告。

## 人物
幼い頃から人前に出て歌ったり踊ったりすることが好きで、祖母の勧めでミュージカルを習っていた。
宝塚初観劇は、小学生の時に母に連れられて観た轟悠主演の雪組公演「春櫻賦／LET'S JAZZ」。2階席でオケボックスまで見えたことを鮮明に覚えている。数年後、家でパソコンが使えるようになると、自分で宝塚歌劇について調べ、自らの意思で宝塚コドモアテネに通うようになった。

## 宝塚歌劇団時代の主な舞台

### 初舞台
- 2008年3 - 5月、月組『ME AND MY GIRL』（宝塚大劇場のみ）

### 星組時代
- 2008年6 - 10月、『THE SCARLET PIMPERNEL（スカーレット ピンパーネル）』
- 2008年11月、『ブエノスアイレスの風』（日本青年館・バウホール） - ウェイトレス
- 2009年2 - 4月、『My dear New Orleans（マイ ディア ニュー オリンズ）』 - 新人公演：少女時代のルイーズ（本役：稀鳥まりや）／ポリーン（本役：音波みのり）『ア ビヤント』
- 2009年6 - 9月、『太王四神記 Ver.II』 - 新人公演：スリョン（本役：夢妃杏瑠）
- 2009年10 - 11月、『コインブラ物語』（ドラマシティ・日本青年館）
- 2010年1 - 3月、『ハプスブルクの宝剣』 - 新人公演：アーデルハイト／マリア・テレジア（本役：夢咲ねね）『BOLERO』 新人公演初ヒロイン[8][3][5][2]
- 2010年4 - 5月、『激情』 - コンチータ『BOLERO』（全国ツアー）
- 2010年7 - 8月、『ロミオとジュリエット』（梅田芸術劇場・博多座）
- 2010年10 - 12月、『宝塚花の踊り絵巻』『愛と青春の旅だち』 - 新人公演：リネット（本役：白華れみ）
- 2011年2月、『愛するには短すぎる』 - ドリー・マコーミック／ナンシー・ブラウン『ル・ポァゾン 愛の媚薬II』（中日劇場）
- 2011年4 - 7月、『ノバ・ボサ・ノバ』 - 新人公演：エストレーラ（本役：夢咲ねね）『めぐり会いは再び』 - コレット 新人公演ヒロイン[8]
- 2011年8 - 9月、『ランスロット』（バウホール） - グウィネビア バウ初ヒロイン[3][5]
- 2011年11 - 2012年2月、『オーシャンズ11』 - 5年前のテス、新人公演：ポーラ（本役：音波みのり）
- 2012年3 - 4月、柚希礼音スペシャル・ライブ『REON!!』（ドラマシティ・日本青年館）
- 2012年5 - 8月、『ダンサ セレナータ』 - リタ、新人公演：モニカ（本役：夢咲ねね）『Celebrity』 新人公演ヒロイン[8]
- 2012年9月、『ジャン・ルイ・ファージョン-王妃の調香師-』（バウホール・日本青年館） - マリー・アントワネット 東上初ヒロイン[5]
- 2012年11 - 2013年2月、『宝塚ジャポニズム〜序破急〜』『めぐり会いは再び 2nd〜Star Bride〜』 - コレット『Étoile de TAKARAZUKA（エトワール ド タカラヅカ）』 - ヴァルゴファムA／プティットアミ、新人公演：マドモワゼルエトワール／ヴァルゴファムS（歌手）／アドレファム（本役：夢咲ねね） 新人公演ヒロイン
- 2013年3 - 4月、『宝塚ジャポニズム〜序破急〜』『怪盗楚留香（そりゅうこう）外伝-花盗人（はなぬすびと）-』 - 宋甜児『Étoile de TAKARAZUKA（エトワール ド タカラヅカ）』（中日劇場・台北国家戯劇院）
- 2013年5 - 8月、『ロミオとジュリエット』
- 2013年10月、専科『第二章』（バウホール） - フェイ・メドウィック[5]
- 2014年1 - 3月、『眠らない男・ナポレオン-愛と栄光の涯（はて）に-』 - カロリーヌ、新人公演：オルタンス（本役：音波みのり）
- 2014年5月、専科『第二章』（日本青年館） - フェイ・メドウィック

### 月組時代
- 2014年7 - 8月、『THE KINGDOM』（日本青年館・ドラマシティ） - サーシャ 東上Wヒロイン[5]
- 2014年9 - 12月、『PUCK（パック）』 - トレイシー、新人公演：ヘレン（本役：沙央くらま）『CRYSTAL TAKARAZUKA-イメージの結晶-』[3][5]
- 2015年1 - 2月、『Bandito（バンディート）-義賊 サルヴァトーレ・ジュリアーノ-』（バウホール・日本青年館） - アマーリア・ディ・ヴァッレルンガ 東上ヒロイン[5]
- 2015年4 - 7月、『1789-バスティーユの恋人たち-』 - オランプ・デュ・ピュジェ[注釈 1][5]
- 2015年9月、『DRAGON NIGHT!!』（ドラマシティ・文京シビックホール）
- 2015年11 - 2016年2月、『舞音-MANON-』 - カロリーヌ・ド・ルロワ『GOLDEN JAZZ』
- 2016年3 - 4月、『激情』 - ミカエラ『Apasionado（アパショナード）!!III』（全国ツアー）
- 2016年6 - 9月、『NOBUNAGA〈信長〉-下天の夢-』 - ねね『Forever LOVE!!』
- 2016年10 - 11月、『アーサー王伝説』（文京シビックホール・ドラマシティ） - レイア
- 2017年1 - 3月、『グランドホテル』 - フリーダ・フラム（フラムシェン）[注釈 1]／婦人[注釈 1]『カルーセル輪舞曲（ロンド）』
- 2017年5月、『長崎しぐれ坂』 - 芳蓮『カルーセル輪舞曲（ロンド）』（博多座）
- 2017年7 - 10月、『All for One』 - マリー・ルイーズ
- 2017年11月、専科『神家（こうや）の七人（しちにん）』（バウホール） - ロビン・ホワイト／DJ
- 2018年2 - 5月、『カンパニー-努力（レッスン）、情熱（パッション）、そして仲間たち（カンパニー）-』 - 有明紗良『BADDY（バッディ）-悪党（ヤツ）は月からやって来る-』 - 王女 退団公演[3]

### 出演イベント
- 2011年12月、タカラヅカスペシャル2011『明日に架ける夢』
- 2012年12月、タカラヅカスペシャル2012『ザ・スターズ!〜プレ・プレ・センテニアル〜』
- 2014年12月、タカラヅカスペシャル2014『Thank you for 100 years』
- 2015年12月、タカラヅカスペシャル2015『New Century，Next Dream』
- 2016年12月、タカラヅカスペシャル2016『Music Succession to Next』
- 2017年12月、タカラヅカスペシャル2017『ジュテーム・レビュー-モン・パリ誕生90周年-』

## 宝塚歌劇団退団後の主な活動

### 舞台
- 2021年7月、『艶姿純情BOY』（中目黒BEST TV） - 茜屋純[10]
- 2021年7月、『信長の野望・大志〜最終章〜群雄割拠 関ヶ原』（かめありリリオホール） - 茶々[11]
- 2022年9月、朗読劇『-The Super Reading Show- 紅茶王子』（日本青年館） - 染谷雪子[12]

## TV出演
- 2017年3月、フジテレビ『2017 FNSうたの春まつり』[13]